# Шельвів (Шепетівський район)
Ше́львів — село в Україні, у Білогірській селищній громаді Шепетівського району Хмельницької області. Розташоване на річці Горинь. До 2020 орган місцевого самоврядування — Залузька сільська рада.

## Історія
Перший опис села наявний у писаній в Корниці грамоті Івана Калениковича від 1480 р.
У 1906 році село Михнівської волості Ізяславського повіту Волинської губернії. Відстань від повітового міста 14 верст, від волості 7. Дворів 84, мешканців 171.
7 (20) листопада 1917 року, відповідно до Третього Універсалу Української Центральної Ради, увійшло до складу Української Народної Республіки.
12 червня 2020 року, відповідно до розпорядження Кабінету Міністрів України № 727-р «Про визначення адміністративних центрів та затвердження територій територіальних громад Хмельницької області», увійшло до складу Білогірської селищної громади.
19 липня 2020 року, в результаті адміністративно-територіальної реформи та ліквідації Білогірського району, село увійшло до складу новоутвореного Шепетівського району.

## Населення
Населення села за переписом 2001 року становило 194 особи, в 2011 році — 127 осіб.